# Zyphra
Zyphra es un grupo de heavy metal originario de Madrid, España. Fue creado en 2005 por David Aldana y Juan Carlos Patón (ex-Caskärrabias).

## Historia

### Comienzos (2005-2009)
Zyphra nace a principios de 2005, en Carabanchel, como la confirmación lógica de un proyecto en solitario, que comenzó con una maqueta en la que colaboraron estrechamente Juan Carlos Patón (antiguo guitarrista de Caskärrabias) y David Aldana.
En enero del 2005 el grupo empieza a ensayar en Rivas-Vaciamadrid, con David Aldana, Christian Fernández, Daniel Redondo y Juan Carlos Patón como una primera formación. En los primeros meses se uniría Samuel Castillo.
Es en esta época cuando se componen un importante número de temas que años después aparecerían en el primer LP de la banda. No se decide hasta 2007 la realización de un sencillo autoeditado a modo de maqueta. Dicha maqueta contiene temas como Ciudad sin ley, No puedo parar o Prisionero, con un corte y registro más cercano al hard rock clásico de grupos como Whitesnake o los primeros años de Judas Priest.
Por aquel entonces la banda es elegida para telonear a los conocidos Survivor, en un concierto en la sala Caracol el 28 de septiembre de 2007, en su gira europea con una única fecha en España, fecha que finalmente es cancelada por motivos sin determinar.

### Segunda etapa (2009-2011)
En el mes de febrero de 2009 se incorpora al grupo Miguel Blanco como guitarrista, sustituyendo a Juan Carlos Patón.
Los siguientes meses se convierten en la época más prolífica respecto a lo que actuaciones se refiere. Destaca la llegada a la final del prestigioso concurso de la sala TAF en la que Zyphra se consolida como el único exponente del género Heavy metal en llegar a dicha final.
Es en esta época cuando, una vez reunidos los medios, la banda se pone de acuerdo para empezar a grabar de forma definitiva un álbum con los temas que se llevan tocando ya unos años. El encargado de la grabación y edición es el propio Samuel Castillo. El proceso acabaría demorándose unos años, hasta abril de 2014.
El 16 de septiembre de 2010, Miguel Blanco toca en su última actuación con Zyphra en las fiestas de Parla junto a grupos como Asfalto y Avalanch o Vita Imana.
Manolo Herrero le sustituye a las seis cuerdas, afrontando varios conciertos con el grupo en una gira madrileña por salas como Excalibur Metal, La Mala, Hebe o Ritmo y Compás. En septiembre de 2011 dan una última actuación en esta última, coincidiendo con la despedida de Daniel Redondo y Manolo Herrero, por motivos personales.

### Ciudad sin Ley (2011-2017)
Tras un leve parón y sin perder tiempo, la banda realiza una serie de audiciones donde destaca el bajista Héctor Cobo, militante en el grupo madrileño de Death Metal Helix Nebula. Héctor Cobo se encarga de volver a grabar las pistas de bajo en apenas unas semanas, dejando preparadas las grabaciones a falta de la edición y masterización, para su posterior publicación.
A falta de un último miembro, se ven obligados a dar algunos conciertos sin un segundo guitarrista. Por fin, para febrero de 2012, incorporan en sus filas al guitarrista local Diego Muñoz Beltrán, alumno del popular guitarrista español Jero Ramiro, con el que consolidan la formación que se ha mantenido hasta el presente.
En abril de 2014, se publica finalmente el primer álbum de la banda, Ciudad sin ley, de la mano del sello RockCD Records, poniéndose a la venta en la mayoría de plataformas, tanto físicas como digitales. Se elige el tema Prisionero como tema para sencillo y videoclip. Poco después se realiza un concierto de presentación en la ciudad de Rivas-Vaciamadrid (ciudad natal de la mayoría de miembros del grupo), contando con un repertorio de más de dos horas repasando todo el material de la banda, y algunas versiones originales. Dicha actuación acaba teniendo una recepción muy positiva por parte de los seguidores, según la banda. 
En octubre de 2015, Diego M. Beltrán abandona la banda para centrarse en otros proyectos ajenos a la música, y es sustituido por Álex Gómez.
En octubre de 2016, Álex Gómez abandona la banda, y es reemplazado por Javier Valdericeda en mayo de 2017, tras varios meses de búsqueda de un nuevo integrante.

### Revolución (2017-2020)
En 2017 la formación madrileña publica su segundo LP, Revolución. La marcha de Álex Gómez en mitad del proceso de producción obligó a que la banda contase con colaboraciones en la grabación. Así pues, Álex Escorza, guitarrista de Silver Fist y Manuel Maestre, guitarrista de Roma, aparecen con respectivos solos de guitarra, que se añaden a algunos que dejó grabados Álex Gómez y otros que fueron grabados por Javier Valdericeda, el nuevo guitarrista titular de la banda. Además de estas colaboraciones, la banda también contó con Barbara Black, Montserrat Muñumel, Christian Gálvez y Manuel Contretas en diversas partes del álbum.
El nuevo trabajo fue presentado el 27 de octubre en la madrileña Sala Silikona con las colaboraciones de Álex Eskorza y Manuel Maestre en el directo. Desde entonces la banda se encuentra defendiendo este último trabajo en diversos escenarios de la capital.

### Fuego Prohibido (2020-presente)
A mediados de 2019, Christian Fernández anuncia su salida de la banda de manera amistosa. Tras varios meses de búsqueda, Daniel García, también componente de Helix Nebula, se une al proyecto como nuevo batería y el grupo comienza la preproducción del que en el futuro será su tercer trabajo. Sin embargo, la Pandemia de COVID-19 retrasa los planes de la banda, que se retoman a lo largo de 2021. 
Finalmente, el 10 de marzo de 2022 la formación publica el disco bajo el nombre de Fuego Prohibido y un concierto de presentación junto a la banda vitoriana Delenda Est en Madrid.

## Formación
- David Aldana - Voz y coros (2005-presente).
- Samuel Castillo - Guitarra y coros (2005-presente).
- Javier Valdericeda - Guitarra y coros (2017-presente).
- Héctor Cobo - Bajo (2011-presente).
- Daniel García - Batería (2019-presente).

### Miembros pasados
- Juan Carlos Patón - Guitarra y coros (2005-2009).
- Daniel Redondo - Bajo y coros (2005-2011).
- Miguel Blanco - Guitarra y coros (2009-2010).
- Manolo Herrero - Guitarra y coros (2010-2011).
- Diego M. Beltrán - Guitarra y coros (2010-2015).
- Álex Gómez - Guitarra y coros (2015-2016).
- Christian Fernández - Batería (2005-2019).

## Discografía

### Álbumes de estudio
| Año  | Título          | Discográfica   |
| 2014 | Ciudad sin ley  | RockCD Records |
| 2017 | Revolución      | RockCD Records |
| 2022 | Fuego prohibido | RockCD Records |